# Dendrelaphis grandoculis
Dendrelaphis grandoculis är en ormart som beskrevs av Boulenger 1890. Dendrelaphis grandoculis ingår i släktet Dendrelaphis och familjen snokar. Inga underarter finns listade i Catalogue of Life.
Arten förekommer i bergstrakten Västra Ghats i sydvästra Indien. Honor lägger ägg.